# Ódžin
Ódžin (japonsky 応神天皇, Ódžin tennó) byl v pořadí 15. japonský císař. Je to první historicky doložený japonský císař. S jistotou se k němu nedají přiřadit žádná přesnější data, období jeho vlády a života se datuje pouze podle toho, co říká japonská tradice. Je prvním císařem období Kofun.
Podle tradice a legend byl Ódžin synem císaře Čúaie a jeho manželky Džingu Kógó. Měl se narodit v roce 200, v té době ale byl už jeho otec po smrti, tedy de facto vládla za ještě nenarozeného dědice trůnu jeho matka jako regent. Malý Ódžin se narodil v době, kdy se jeho matka vracela z invaze do Koreje a dostal jméno Hondawake. Ve věku čtyř let se stal korunním princem a v roce 270 ve věku 70 let se stal císařem země. Měl vládnout 40 let, zemřel v roce 310. Žádné z těchto dat ale není s určitostí potvrzeno.
Na trůně Ódžina vystřídal jeho syn, císař Nintoku (仁徳).